# Calimocho

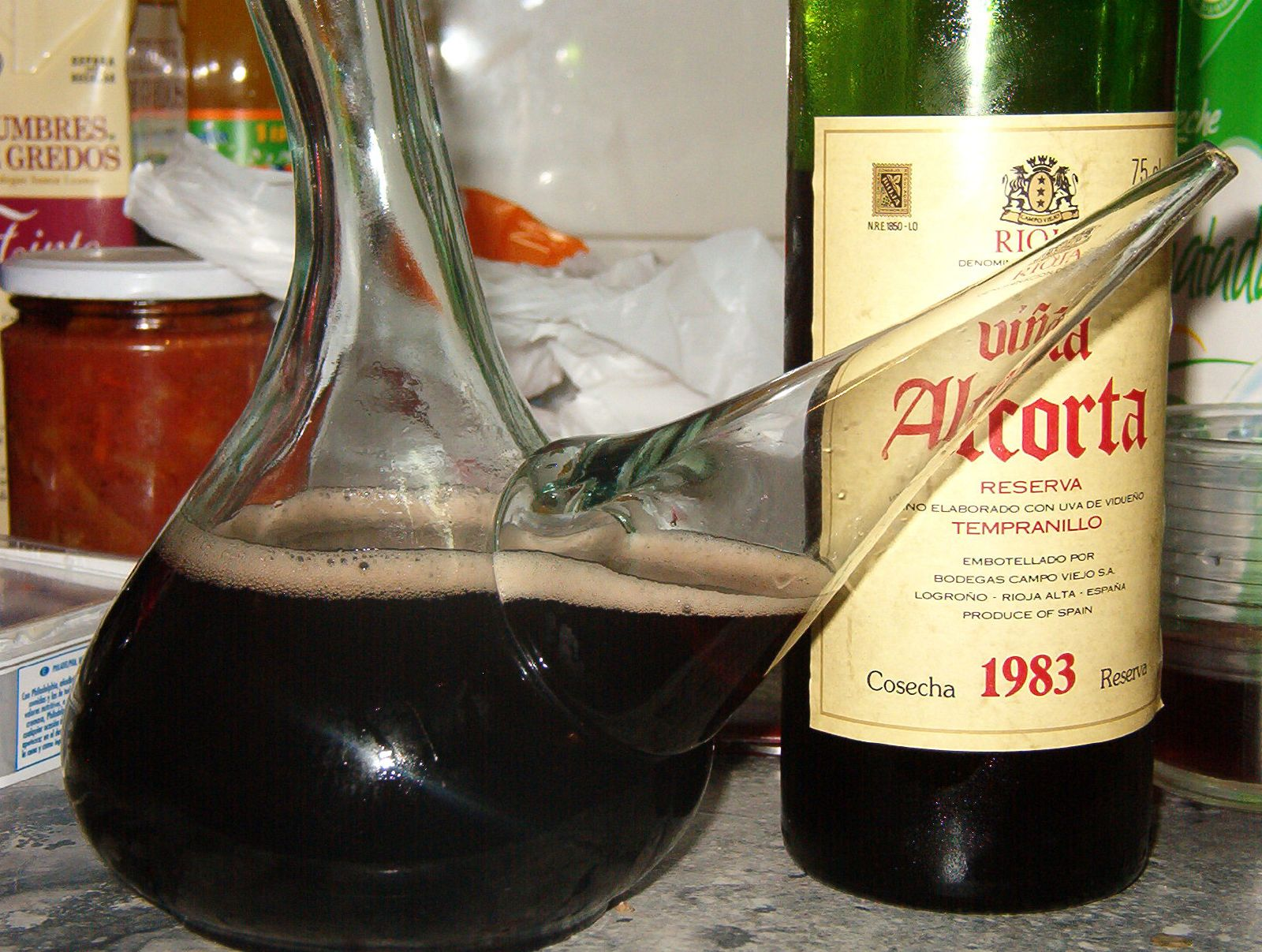
Calimocho en porrón y con vino de Rioja.

El calimocho (del euskera kalimotxo) es un cóctel de vino tinto y refresco carbonatado de cola. La mezcla goza de gran popularidad en distintas regiones de España e Hispanoamérica.

## Nombres
La mezcla recibe diversos nombres: en España también kalimotxo en el País Vasco; mocho, rioja libre o ribermocho en la Ribera del Duero, así como bicicleta, la chapa o donisau en tierras del centro de la península; en Argentina rocanrol, cascarudo, dos tonos, cachetiao, vinola, karimocho, rifle según un campero cordobés, o simplemente como vino con coca; en Brasil es conocido como vinhoca; en Chile, como jote (en referencia al ave jote), licor de ave, vino cola o tincola (vino tinto con bebida cola) y en Uruguay como vino cortado (por analogía con el café).

## Preparación
Generalmente se emplea vino barato, aunque cuanto mejor sea el vino, mejor será la mezcla resultante. En cuanto a las proporciones y si se bebe frío, incluyendo hielo, o a temperatura ambiente, va a depender del lugar geográfico donde se esté consumiendo, como también del gusto personal. Un combinado normal consiste en servir el calimocho en un vaso ancho con hielos mezclando a partes iguales el vino y la cola.[cita requerida]
Una de las versiones más frecuentes en España es el cali de botellón. Se prepara a partir de dos «cartones» de vino (formato habitual del vino barato) y una botella de dos litros de cola, ya que la proporción ideal es 1:1, en una garrafa de agua vacía para mezclarlo. Este formato es habitual en la zona norte de España (Asturias, Cantabria, País Vasco, Galicia, Navarra, Aragón, La Rioja, Burgos, Soria, Valladolid, Palencia y León), y también en Castilla-La Mancha y la Comunidad de Madrid.[cita requerida]
En algunos lugares, para su elaboración, se utiliza una bolsa de plástico sin usar, y se abre completamente un cartón de vino y se echa en la bolsa de plástico, posteriormente se rellena el cartón con bebida de cola para separar la mitad de bebida necesaria para la proporción al 50 % de cola. De nuevo se vuelca el contenido del cartón en la bolsa y, una vez hecho esto, se disponen dos litros de calimocho en la bolsa y rellenando la botella con el vino del otro cartón, otros dos litros en la botella. Luego cuidadosamente se hace un agujero en una esquina de la bolsa y se rellenan los dos cartones con el contenido de la bolsa, que será el exacto.[cita requerida]
Existe una versión más agresiva y más barata denominada morta, que consiste en echar una lata de refresco en un cartón de vino. El tamaño es el exacto para que no se desborde, siendo la mezcla más fuerte. También existe otra versión llamada kalizer, cervino o cervemocho, que es la mezcla entre cerveza y calimocho; la mezcla varía entre el 50 % cerveza y 50 % calimocho, o 25 % cerveza y 75 % kalimotxo.[cita requerida]
Otra forma de mezclar la bebida muy común en León consiste en comprar barreños, talegas o cualquier tipo de cubo de tamaño considerable. Se mezclan en él las partes de vino y cola, añadiendo hielo según va siendo necesario. Los comensales van rellenando del cubo sus vasos individuales. Esta práctica se la conoce en algunas regiones como «cubotellón».[cita requerida]

## En España

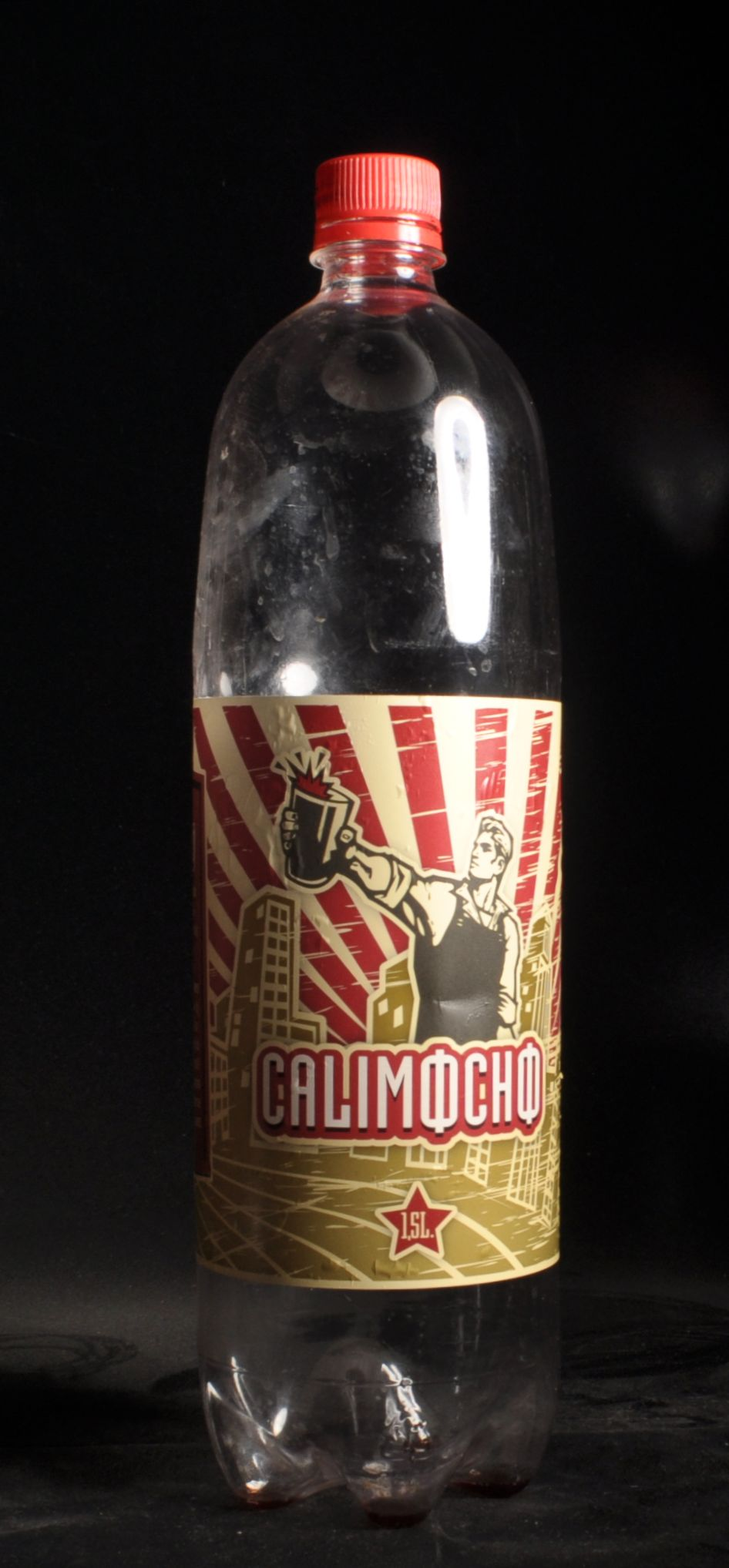
Calimocho comercializado por la empresa alemana Lidl.

El origen del nombre no está claro, pero ya antes del año 1970 existía esta combinación, y se le solía llamar Rioja libre o cuba libre del pobre, dependiendo del lugar de España, antes de la leyenda popular. 
En la Barcelona de esa década también era conocido por el cubata gitano.[cita requerida]
Según la leyenda popular, el nombre original vasco para la popular mezcla, kalimotxo, que dio origen a la castellanización calimocho, se atribuye al grupo "Antzarrak" que inventó el término (en honor a un componente de dicho grupo apodado Kalimero) en las fiestas de 1973 del Puerto Viejo de Algorta. En una txosna (caseta con barra de bar) de dichas fiestas vieron que el vino de Rioja comprado estaba picado y antes de tirarlo pensaron en mezclarlo con algo para no perder ese dinero. El nombre de la mezcla viene de dos miembros de dicha cuadrilla apodados Kalimero y Motxo. El término kalimotxo se fue extendiendo por el País Vasco popularizándose ya a principios de la década de 1980 y de ahí se extendió por las comunidades vecinas y finalmente a toda España.[cita requerida]
Actualmente también pueden escucharse las formas abreviadas motxo o kali. Junto al término del calimocho nace el de cachi (en euskera katxi forma abreviada de kattilu, tazón grande), para referirse a un vaso de plástico de gran tamaño, también llamado en otras zonas como mini, litro, maceta, cubalitro o megavaso.[cita requerida]
Existe también la teoría de que el origen de esta mezcla, hecha a base de vino tinto y Coca-Cola, se remonta a Italia, durante la Segunda Guerra Mundial, época en la que los soldados americanos tuvieron la feliz idea de combinar el vino tinto de Chianti con Coca-Cola, con la idea de crear un sofisticado cóctel.[cita requerida]
Es muy popular preparar el calimocho en el fenómeno juvenil del botellón. Hay muchas formas de beber el calimocho, a veces mediante juegos como el Caballero del tres o el Quinito, aunque hay muchos otros juegos con cachis. Por otra parte, también está presente en los bares juveniles cuando se juega a El duro. En las fiestas patronales de los municipios de la Comunidad de Madrid es frecuente que los establecimientos y puestos de venta de bebidas alcohólicas sirvan calimocho en vasos grandes de aproximadamente 1 litro denominados minis.[cita requerida]

## El jote chileno
En Chile, este cóctel recibe su nombre en alusión al jote —un ave carroñera de plumaje negro y cabeza roja, colores que se asocian con el vino tinto y la bebida de cola, respectivamente—. Debido al origen de este nombre, esta preparación es también llamada, en tono lúdico, «licor de ave» o «avecor» [sic], este último como contracción de «ave cordillerana». También se le conoce como «tincola» por «vino tinto» y «bebida de cola».

## Impacto social y cultural
Fácil de hacer, barato y refrescante, el calimocho tiene una gran presencia en todo tipo de fiestas, privadas o en la calle. Por tanto no es extraño que haya sido objeto de varias canciones de muy distintos estilos musicales.
En lo referente a cocina, el sabor del calimocho ha sido protagonista en algunas recetas en las que el calimocho contribuye con el sabor del vino tinto (muy recurrido en cocina) pero con el característico toque dulce que aporta el refresco de cola.